# Ngựa Gidran
Ngựa Gidran, còn được gọi với các tên gọi khác là Ngựa Gidrán, Hungary Anglo-Arab là một giống ngựa được phát triển ở Hungary và có dòng máu bao gồm ngựa Ả Rập. Ngày nay, giống ngựa này là một trong số các giống ngựa có nguy cơ tuyệt chủng với số lượng ngựa còn sống trên thế giới chỉ khoảng 200 con.
Giống Gidran bắt đầu phát triển vào năm 1816 tại trại ngựa giống nhà nước Mezohegyes. Con ngựa được nền tảng ban đầu là một con ngựa giống Ả Rập lai mang tên Siglavy Gidran. Ngựa giống này đã được lai với các loại ngựa Arập, ngựa Thổ Nhĩ Kỳ và Ngựa Tây Ban Nha-Naples cũng như các loại ngựa địa phương khác có nguồn gốc từ Đông Âu. Bắt đầu từ năm 1893, dòng máu ngữa Thoroughbred đã được thêm vào giống này. Sau đó, giống ngựa Shagya Arab cũng được bổ sung.
Loài này bị ảnh hưởng hoặc được lai chéo trên nhiều giống khác ở Đông Âu, bao gồm ngựa Warmblood Czech, ngựa Warmblood Áo, Ngựa Warmblood Hungary, ngựa Malapolski, ngựa Nonius, ngựa Pleven và Ngựa cưỡi Ucraina. Ngoài ra, giống ngựa này còn gắn liền với một giống Hungary khác là ngựa Kisber Felver.

## Đặc điểm
Ngựa Gidran có số đo nằm trong khoảng từ 15,3 đến 17 hand (63 đến 68 inch, 160 đến 173 cm). Giống ngựa lai có màu hạt dẻ hạt dẻ và màu của các giống ngựa Thoroughbred, Ả Rập và gốc Anglo-Arabian với một phả hệ bốn thế hệ tài liệu và kích thước tối thiểu 15,2 hand có thể được thêm vào cuốn sách về giống nếu họ chúng điều kiện thông qua một quá trình lựa chọn của sách giống.